# STS-60
إس تي إس-60 (بالإنجليزية: STS-60)‏ الرحلة التاسعة والخمسون ضمن برنامج مكوك الفضاء لوكالة ناسا، والأولى ضمن برنامج شاتل-مير وهو برنامج فضائي مشترك بين الولايات المتحدة وروسيا للاستفادة من التجربة الروسية مع الرحلات الفضائية الطويلة الأمد وتعزيز التعاون بين البلدين بالاستعانة بمحطة مير، والرحلة الثامنة عشر على متن مكوك الفضاء ديسكفري، انطلقت الرحلة في 3 فبراير 1994 من مركز كينيدي للفضاء ، وهبطت بتاريخ 11 فبراير في مركز كينيدي للفضاء أيضاً، بعد ثمانية أيام مكثتها الرحلة في الفضاء، تم خلال الرحلة إجرآء عدد من التجارب والاختبارات الفضائية بالاستعانة بمحطة مير الروسية، بلغ عدد الرواد المشاركين في الرحلة ستة رواد من بينهم سيرجي كريكاليف أول رائد فضاء روسي يشارك على متن مكوك فضاء أمريكي.